# 1694.
◄ | 16. stoljeće | 17. stoljeće | 18. stoljeće | ►
◄ | 1660-ih | 1670-ih | 1680-ih | 1690-ih | 1700-ih | 1710-ih | 1720-ih | ►
◄◄ | ◄ | 1691. | 1692. | 1693. | 1694. | 1695. | 1696. | 1697. | ► | ►►
Arhitektura • Astronomija • Biologija • Glazba • Kazalište • Kemija • Kiparstvo • Knjige • Književnost • Kršćanstvo • Medicina • Politika • Pravo • Promet • Slikarstvo • Znanost

## Rođenja
- 26. lipnja – Georg Brandt, švedski kemičar i mineralog te otkrivač kobalta († 1768.)
- 21. studenog – Voltaire, francuski književnik, povjesničar i filozof

## Vanjske poveznice
|  | Zajednički poslužitelj ima još gradiva o temi 1694. |